# Louise-Isabelle de Kirchberg
Louise-Isabelle de Kirchberg, comtesse de Sayn-Hachenbourg, burgravine de Kirchberg (en allemand : Luise Isabelle Alexandrine Auguste, Gräfin zu Sayn-Hachenburg, Burggräfin von Kirchberg) est née à Hachenbourg (Allemagne) le 19 avril 1772 et meurt à Vienne le 6 janvier 1827. Elle était la fille de Guillaume-Georges de Kirchberg (1751-1777), comte de Sayn-Hachenbourg et burgrave de Kirchberg, et d'Isabelle-Augusta de Reuss-Greiz (1752-1824).

## Mariage et descendance
Le 31 juillet 1788, à l'âge de seize ans, elle épouse à Hachenbourg avec Frédéric-Guillaume de Nassau-Weilbourg, fils de Charles-Christian de Nassau-Weilbourg (1735-1788) et de Caroline d'Orange-Nassau (1743-1787). Le couple a quatre enfants :
- Guillaume de Nassau, duc de Nassau
- Augusta Louise de Nassau (1794-1839)
- Henriette de Nassau-Weilbourg (1797-1847), en 1815 elle épouse l'archiduc Charles-Louis d'Autriche (1771-1847)
- Frédéric-Guillaume de Nassau (1799-1845), il épouse Anne Ritter, Edle von Vallyemare, titrée comtesse de Tiefenbach.